# Amy LePeilbet
Amy Elizabeth LePeilbet (* 12. März 1982 in Spokane, Washington) ist eine ehemalige US-amerikanische Fußballspielerin und -trainerin. Sie spielte bis ins Jahr 2015 für den FC Kansas City und für die US-amerikanische Nationalmannschaft.

## Leben und Karriere

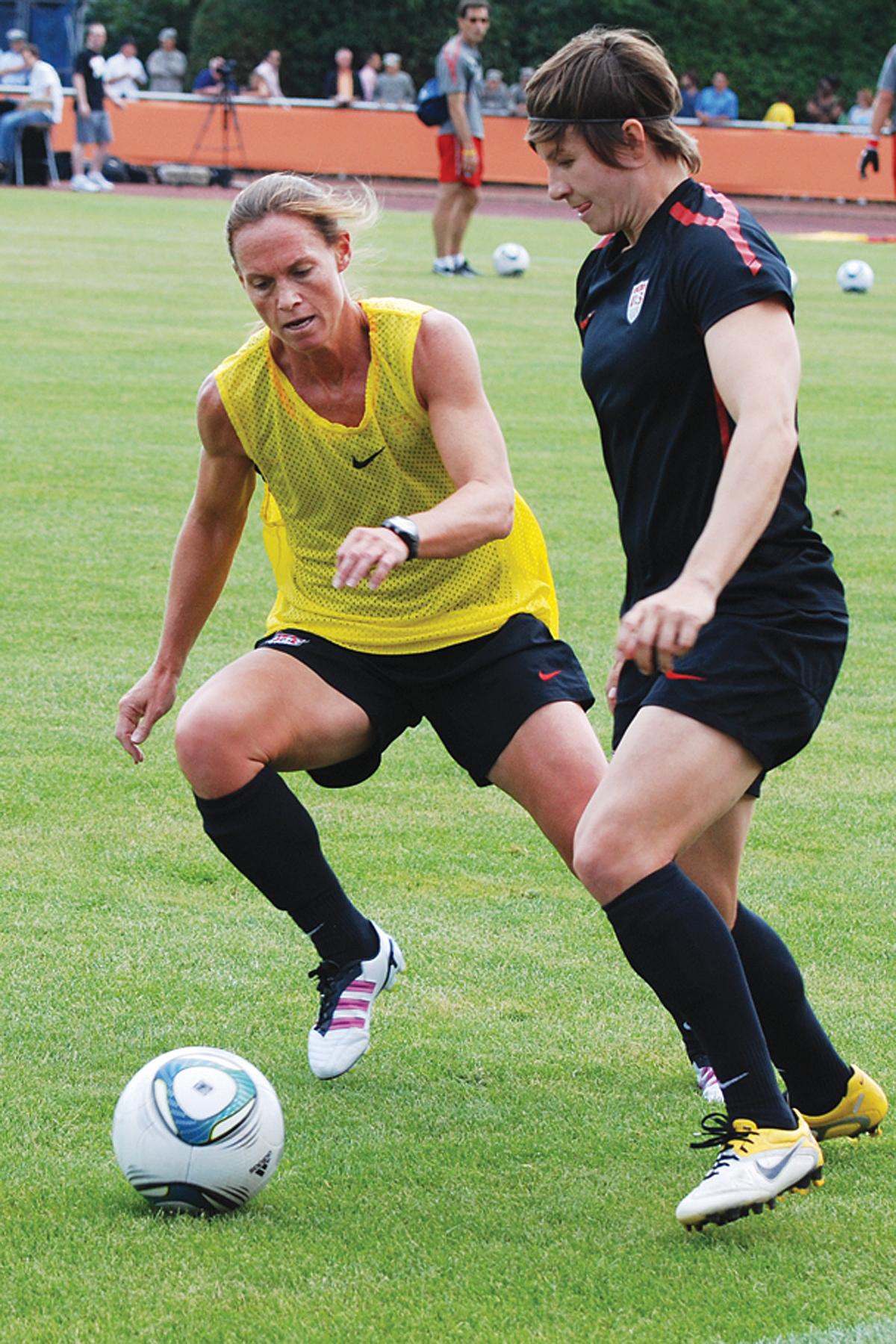
LePeilbet und Christie Rampone (gelbes Trikot) beim Training am 30. Juni 2011 in Heidelberg

LePeilbet begann mit dem Fußball- und Basketballspielen an der Prairie Ridge High School in Crystal Lake und hält die Schulrekorde in beiden Sportarten. Auch an der Arizona State University erhielt sie mehrere Auszeichnungen. Nebenbei spielte sie für die Chicago Cobras und 2005 für Arizona Heatwave in der W-League. 2008 gewann sie mit Pali Blues die W-League und erzielte das entscheidende Tor zum 2:1-Sieg im Finalspiel gegen FC Indiana. Seit dem Start der WPS 2009 spielt sie für die Boston Breakers und wurde 2009 und 2010 als „WPS Defender of the Year“ ausgezeichnet sowie in die Allstarteams berufen.
LePeilbet war Abwehrchefin der U-21-Mannschaften die 2002 und 2003 den Nordic Cup gewannen.
2004 wurde sie erstmals zum Training der A-Nationalmannschaft eingeladen und machte ihr erstes A-Länderspiel mit 21 Jahren als sie am 30. Januar 2004 beim 3:0 gegen Schweden im Rahmen des Vier-Nationen-Turniers, das die USA gewannen, eingewechselt wurde. Auch beim Algarve-Cup und beim CONCACAF-Qualifikationsturnier für die Olympischen Spiele kam sie zum Einsatz, gehörte aber nicht zum Kader, der in Athen Gold gewann. 2006 gewann sie als Abwehrchefin, die nur ein Gegentor zuließ, mit dem US-Team erneut das Vier-Nationen-Turnier und verlor beim Algarve-Cup erst im Elfmeterschießen des Finales gegen Deutschland. Im Oktober 2006 zog sie sich einen Kreuzbandriss zu, so dass sie für die Weltmeisterschaft 2007 und die Olympischen Spiele in Peking ausfiel. 2009 kehrte sie ins US-Team zurück und kam unter anderem beim 1:0-Sieg gegen Deutschland in Augsburg zum Einsatz, bei dem die SGL arena erstmals ausverkauft war.
2010 etablierte sie sich endgültig in der Defensive des US-Teams: Sie kam in 17 von 18 Spielen von Beginn an zum Einsatz, u. a. beim Algarve-Cup-Sieg und in allen Spielen beim CONCACAF Women’s Gold Cup 2010 sowie den Playoff-Spielen gegen Italien.
2011 wurde sie vor der WM allerdings nur in vier von zehn Spielen eingesetzt, u. a. beim Sieg im Vier-Nationen-Turnier, gehörte aber dennoch zum Kader der USA für die Weltmeisterschaft 2011 in Deutschland. Sie kam in allen drei Vorrundenspielen, im Viertel- und Halbfinale zum Einsatz und erreichte mit ihrer Mannschaft das Finale gegen Japan. Sie hatte aber wiederholt Probleme mit den gegnerischen Angriffsspielerinnen und verursachte im Spiel um den Gruppensieg den Strafstoß der zur 1:0-Führung für Schweden führte. Dennoch stand sie in allen sechs Spielen in der Startelf, im Viertelfinale wurde aber die amerikanische Innenverteidigung umgestellt, so dass sie an der Seite der routinierteren Christie Rampone spielte.
LePeilbet stand im Kader für das olympische Fußballturnier in London und wurde in fünf von sechs Spielen eingesetzt. Im Finale gegen Japan am 9. August 2012 gewann sie zum ersten Mal die Goldmedaille.
Unter dem neuen Trainer Tom Sermanni kam sie noch nicht zum Einsatz und wurde bisher nur einmal zu einem Trainingslager im Dezember 2013 eingeladen, nachdem sie sich von ihrem Kreuzbandriss erholt hat.
In der Saison 2013 sollte sie in der neugegründeten National Women’s Soccer League, der höchsten amerikanischen Profiliga im Frauenfußball, für die Chicago Red Stars spielen, kam aber aufgrund ihres Kreuzbandrisses und der anschließenden Reha nicht zum Einsatz. Unmittelbar vor Saisonbeginn 2014 wechselte sie zum Ligarivalen FC Kansas City, mit dem sie zweimal in Folge die Meisterschaft errang, ehe sie im Dezember 2015 ihr Karriereende bekanntgab.

## Privates
Ihre Schwester Abby arbeitete im Büro der WPS und für FIFA.com.

## Erfolge
- Nordic-Cup-Siegerin 2002 und 2003
- Algarve-Cup-Siegerin 2004 und 2010
- W-League-Meister 2008
- Vizeweltmeisterin 2011
- Olympiasiegerin 2012
- NWSL-Meisterin 2014, 2015

## Auszeichnungen
- W-League Championship Game MVP 2008
- WPS Defender of the Year 2009 und 2010
- weitere (siehe Weblinks)